# Dachsbergkapelle (Aegidienberg)

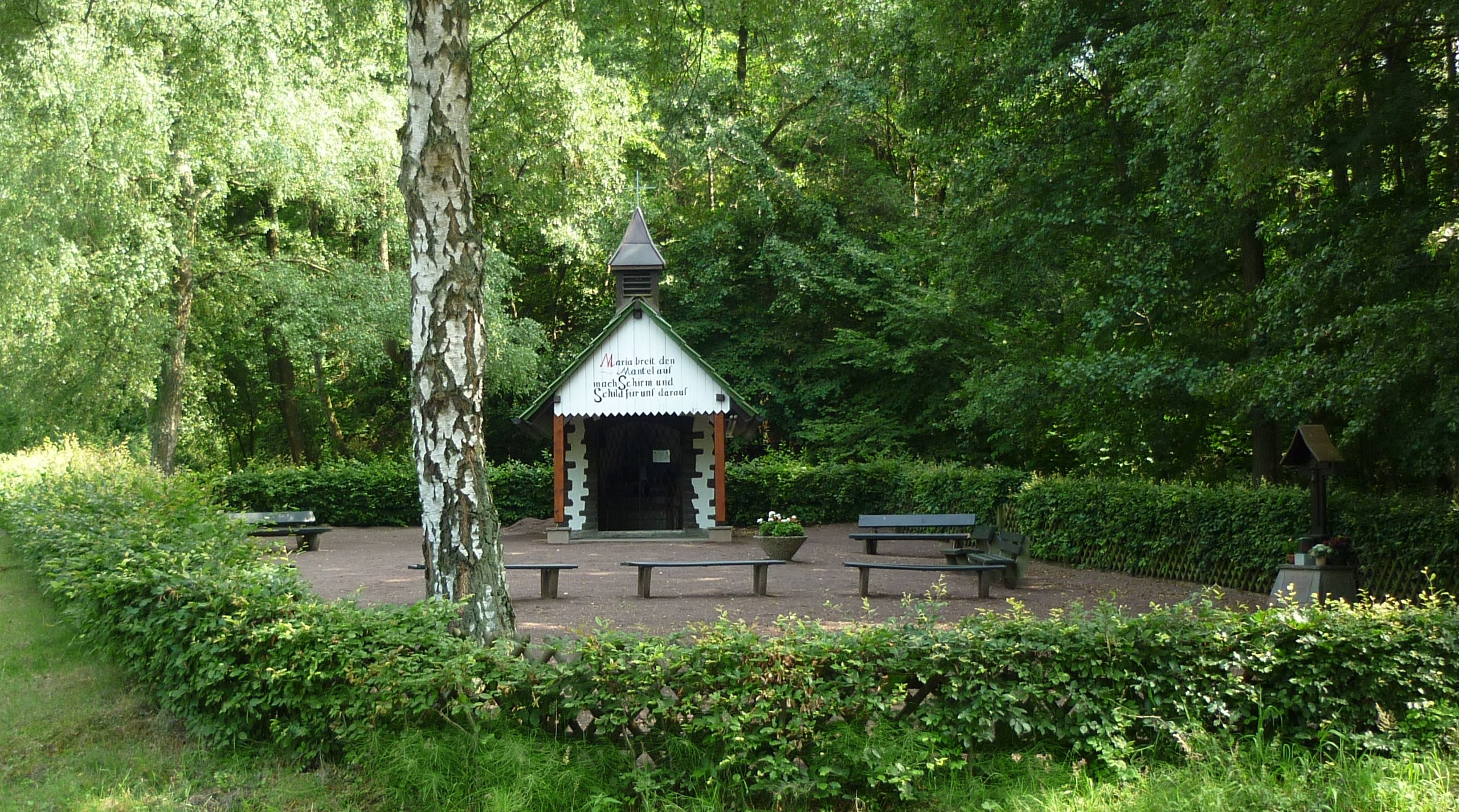
Dachsbergkapelle (2011)

Die Dachsbergkapelle ist eine Marienkapelle am Fuße des Dachsberges in Aegidienberg, einem Stadtbezirk von Bad Honnef im nordrhein-westfälischen Rhein-Sieg-Kreis. Sie liegt auf einem Waldgrundstück an der Landesstraße L 247 zwischen Rottbitze und Stockhausen an der Abbiegung Förster-Wermers-Weg.

## Geschichte
Bis zum Jahre 1955 stand in unmittelbarer Nähe des heutigen Standortes ein sog. Heiligenhäuschen, das der ehemalige Aegidienberger Förster Franz Wermers zusammen mit seiner Ehefrau errichtet hatte. Mit dem Bau, der ihnen aber nachts von „bösen Leuten“ auseinandergerissen wurde, hatten sie im Jahr 1809 begonnen. 1841 schließlich hatten sie dann auf den vorgebauten Fundamenten von 1809 das Heiligenhäuschen neu aufgebaut und fertiggestellt.
1955 waren Dach und Mauerwerk reparaturbedürftig geworden. Zudem konnten sich infolge des zunehmenden Verkehrs auf der Landesstraße Prozessionen nicht mehr ordnungsmäßig aufstellen. So sammelten die Einwohner der nahegelegenen Ortschaften Orscheid und Wülscheid einen beträchtlichen Geldbetrag, ließen das zerfallene Gebäude abreißen und bauten eine neue Marienverehrungsstätte etwa 15 Meter hinter dem bisherigen Platz. Die Einweihung fand am 25. September 1955 statt.
Jeden ersten Sonntag im Mai ziehen die Gläubigen der Aegidienberger Pfarrei, und auch aus der benachbarten Pfarrei Windhagen, in einer Prozession zur Dachsbergkapelle.

## Beschreibung

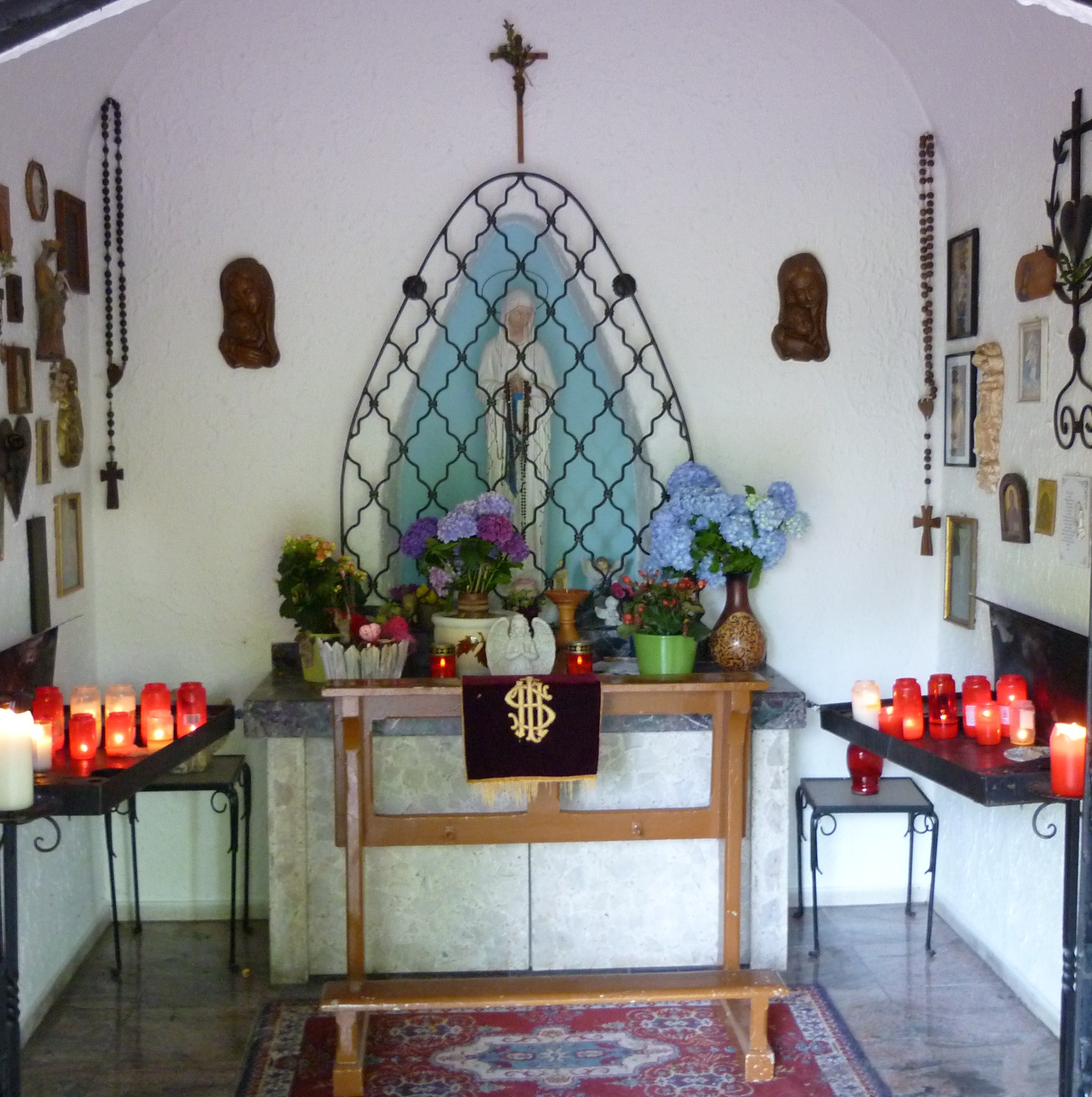
Innenraum der Dachsbergkapelle

Die Kapelle ist ein rechteckiger, aus Bruchstein gemauerter Bau. Das Satteldach der Kapelle ist mit grünen Dachpfannen belegt, das achteckige Glockentürmchen mit Kupferblech beschlagen. Ein quadratisches Vordach schützt den Eingangsbereich zur Kapelle. Im holzverkleideten Giebel liest man: Maria breit den Mantel aus, mach Schirm und Schild für uns daraus. Der von der verkehrsreichen Straße weitläufig abgesetzte große Vorplatz ist mit mehreren Bänken und einem Kreuz ausgestattet.
Die Innenwände der Kapelle sind bedeckt mit zahlreichen Danktäfelchen für die Hilfe der Gottesmutter. Eine Gipsfigur der Muttergottes befindet sich in der Rückwandnische der Kapelle.